# Alexis Ren
Alexis Ren (* 23. listopadu 1996 Santa Monica, Kalifornie) je americká modelka a internetová celebrita. Proslavila se zvláště díky vztahu s modelem Jay Alvarrezem. Několikrát se objevila na titulních stranách časopisu Playboy či Sports Illustrated Swimsuit Issue.